# Лидвуд (Мисури)
Лидвуд (енгл. Leadwood) град је у америчкој савезној држави Мисури.

## Демографија
По попису из 2010. године број становника је 1.282, што је 122 (10,5%) становника више него 2000. године.
| Група             | 2000.         | 2010.         |
| Белци             | 1.121 (96,6%) | 1.261 (98,4%) |
| Афроамериканци    | 1 (0,1%)      | 1 (0,1%)      |
| Азијати           | 0 (0,0%)      | 0 (0,0%)      |
| Хиспаноамериканци | 13 (1,1%)     | 11 (0,9%)     |
| Укупно            | 1.160         | 1.282         |